# Eilema semibrunnea
Eilema semibrunnea är en fjärilsart som beskrevs av Franciscus J.M. Heylaerts 1891. Eilema semibrunnea ingår i släktet Eilema och familjen björnspinnare. Inga underarter finns listade i Catalogue of Life.